# Makino Nobuaki
Makino Nobuaki, född 24 november 1861 i Kagoshima, död 25 januari 1949 i Tokyo, var en japansk  baron, japansk diplomat, politiker,
Han var son till statsmannen Okubo Toshimichi,
studerade i Oxford och var japanskt sändebud i Rom
1896-99 och i Wien 1899-1904, innehade därefter flera
ministerposter i hemlandet (han var bl. a. jordbruks-
och handelsminister 1911-12 och utrikesminister
1913-14) samt var en av Japans fredsunderhandlare på
Pariskonferensen 1919.